# American Society for Mass Spectrometry
De American Society for Mass Spectrometry (ASMS) is een professionele vereniging die zich inzet voor de verdere ontwikkeling van het wetenschappelijke veld van massaspectrometrie. In 2019 telde de vereniging ongeveer 10000 leden, vooral massaspectrometristen van over de hele wereld met als zwaartepunt de Verenigde Staten. De vereniging organiseert jaarlijks een grote, wetenschappelijke bijeenkomst op het Noord-Amerikaanse continent, meestal eind mei of begin juni. Daarnaast organiseert de ASMS kleinschaliger congressen en werkgroepen met één specifiek onderwerp. De vereniging publiceert in het vakblad Journal of the American Society for Mass Spectrometry.

## Onderscheidingen
De ASMS reikt elk jaar vier prijzen uit teneinde wetenschappelijke verdiensten te belonen en academisch onderzoek te stimuleren. De Biemannmedaille en de John B. Fenn-onderscheiding belonen een specifieke ontdekking of belangrijke bijdrage aan het veld van fundamentele of toegepaste massaspectrometrie. De Biemannmedaille wordt over het algemeen toegekend aan een persoon die aan het begin van zijn of haar carrière staat. De Ronald A. Hites-prijs wordt toegekend aan uitmuntend en origineel onderzoek dat is gerapporteerd in het vakblad Journal of the American Society for Mass Spectrometry. Ten slotte worden er onderzoeksprijzen toegekend aan jonge wetenschappers die een voorstel voor massaspectrometrisch onderzoek hebben ingediend.

## Congressen
De vereniging organiseert jaarlijks een grote, wetenschappelijke bijeenkomst op het Noord-Amerikaanse continent, meestal eind mei of begin juni. Daarnaast organiseert de ASMS kleinschaliger congressen met één specifiek onderwerp (in Asilomar State Beach in Californië en in Sanibel in Florida) en een werkgroep in de herfst.